# União dos Democratas pela Europa
Popolari UDEUR, originalmente chamado União dos democratas pela Europa (em italiano Unione Democratici per l'Europa é um partido político italiano, membro do Partido Popular Europeu, fundado em 1999. Não apresentou candidato às eleições legislativas italianas de 2008 e não tem mais representação parlamentar no país. 
Define-se como um partido de católicos democratas e de laicos reformistas, é considerado responsável pela queda do segundo governo de Romano Prodi. Foi fundado após a queda do primeiro governo Prodi, com o apoio de Francesco Cossiga, a fim de substituir a Refundação Comunista no novo governo de centro-esquerda liderado por Massimo D'Alema.
Seu principal dirigente é o ex-senador Clemente Mastella. Suas principais bases eleitorais estão no Mezzogiorno, sobretudo na Campania.
Em fevereiro de 2009, Clemente Mastella anunciou que seria candidato a deputado europeu pelo Povo da Liberdade nas eleições européias de 7 de junho do mesmo ano, tendo sido eleito.